# جامعة قابس
جامعة قابس (بالفرنسية: Université de Gabès)‏، هي جامعة حكومية تقع في جنوب تونس ومقرها قابس، تأسست عام 2003.

## المؤسسات العليا
يبلغ عدد المؤسسات العليا التابعة لولاية قابس 16 مؤسسة تتوزع على الولايات الثلاث كما يلي:
- ولاية قابس : 11 مؤسسة تضم 89 بالمائة من الطلبة، وتلك المؤسسات هي:
  - المدرسة الوطنية للمهندسين بقابس
  - المعهد العالي لعلوم وتقنيات المياه بقابس
  - المعهد العالي للعلوم التطبيقية والتكنولوجيا بقابس
  - المعهد العالي لعلوم التمريض بقابس
  - كلية العلوم بقابس
  - المعهد العالي للمنظومات الصناعية بقابس
  - المعهد الأعلى للتصرف بقابس
  - المعهد العالي للغات بقابس
  - المعهد العالي للفنون والحرف بقابس
  - المعهد العالي للإعلامية والملتيميديا بقابس
  - المعهد العالي للدراسات القانونية بقابس
- ولاية مدنين: 5 مؤسسات تضم مجتمعة 9 بالمائة من مجموع طلبة جامعة قابس، وتلك المؤسسات هي:
  - المعهد العالي للبيولوجيا التطبيقية بمدنين
  - المعهد العالي للدراسات التطبيقية في الإنسانيات بمدنين
  - المعهد العالي للإعلامية بمدنين
  - معهد المناطق القاحلة بمدنين
  - المعهد العالي للدراسات التكنولوجية بجربة
- ولاية تطاوين: مؤسسة واحدة تضم 2 بالمائة من طلبة جامعة قابس وهي:
  - المعهد العالي للفنون والحرف بتطاوين

## إحصائيات
يبلغ مجموع طلبة جامعة قابس طبقا لإحصائيات العام الدراسي 2008 -2009: 21360 طالب، وتأتي كل من كلية العلوم والمعهد العالي للغات في صدارة المؤسسات الجامعية من حيث عدد الطلبة، حيث يبلغ طلبتهما على التوالي: 5097 و4417 طالب.

## وصلة خارجية
- موقع جامعة قابس